# 弗雷德里克·赫奇斯
弗雷德里克·赫奇斯（英語：Frederick Hedges，1903年10月4日—1989年12月10日），加拿大男子赛艇运动员。他曾代表加拿大参加1928年夏季奥林匹克运动会赛艇比赛，获得男子八人单桨有舵手铜牌。